# کمپلکس سیکلوپنتادی‌انیل

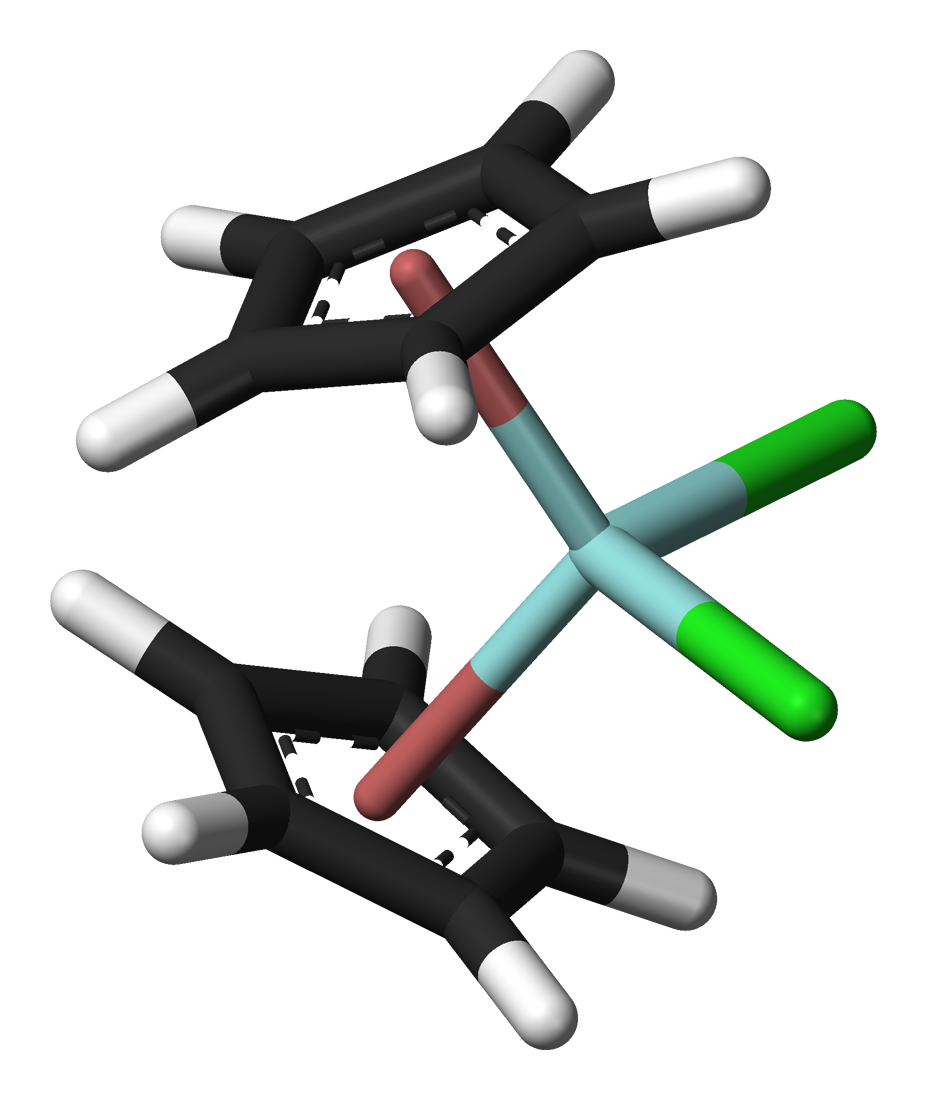
زیرکونوسن دی‌کلرید، یک کمپلکس سیکلوپنتادی‌انیل است.

یک کمپلکس سیکلوپنتادی‌انیل یک کمپلکس شیمیایی از یک فلز و گروه‌های سیکلوپنتادی‌انیل (C
۵H−
۵، به اختصار Cp−) است. لیگاندهای سیکلوپنتادی‌انیل تقریباً همیشه به حالت پیوند پنتاهاپتو (η۵-) به فلزات متصل می‌شوند. برهمکنش فلز-سیکلوپنتادی‌انیل معمولاً به صورت یک خط منفرد از مرکز فلز تا مرکز حلقه Cp ترسیم می‌شود.

## بیشتر خواندن
- Shriver, D.; Atkins, P. W. (1999). Inorganic Chemistry. New York, NY: W. H. Freeman.[بدون شابک]
- King, R. B.; Bisnette, M. B. (1967). "Organometallic chemistry of the transition metals XXI. Some π-pentamethylcyclopentadienyl derivatives of various transition metals". J. Organomet. Chem. 8 (2): 287–297. doi:10.1016/S0022-328X(00)91042-8. [Initial examples of the synthesis of Cp*-metal complexes]